# Pheucticus melanocephalus
Pheucticus melanocephalus là một loài chim trong họ Cardinalidae.